# Litván Légierő
A Litván Légierő (litvánul: Lietuvos karinės oro pajėgos) a Litván Fegyveres erők egyik haderőneme. Létszáma kb. 1000 fő, parancsnoka Dainius Guzas ezredes.

## Története
2019 októberében jelentette be a litván védelmi minisztérium, hogy az elavult és kiöregedett szovjet Mi–8-as helikopterek leváltására hat darab amerikai gyártmányú UH–60M Black Hawk többcélú szállító helikopter beszerzését tervezi. A 380 millió dolláros üzlet megkötését 2020 júliusában hagyta jóvá az Egyesült Államok Védelmi Biztonsági Együttműködési Ügynöksége (DSCA). A helikoptereket a gyártó 2024 végéig adja át a litván légierőnek, ezzel párhuzamosan a Mi–8-asokat eddig az időpontig kivonják.

## Szervezet és diszlokáció
A légierő parancsnoksága Kaunasban működik. A Zokniai és Pajouste bázison települ a légierő.

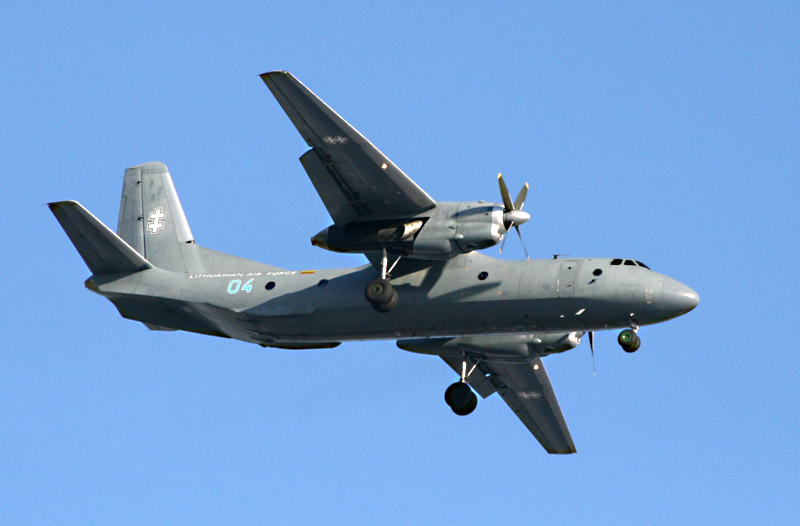
A Litván Légierő An–26 szállító repülőgépe

## Fegyverzete

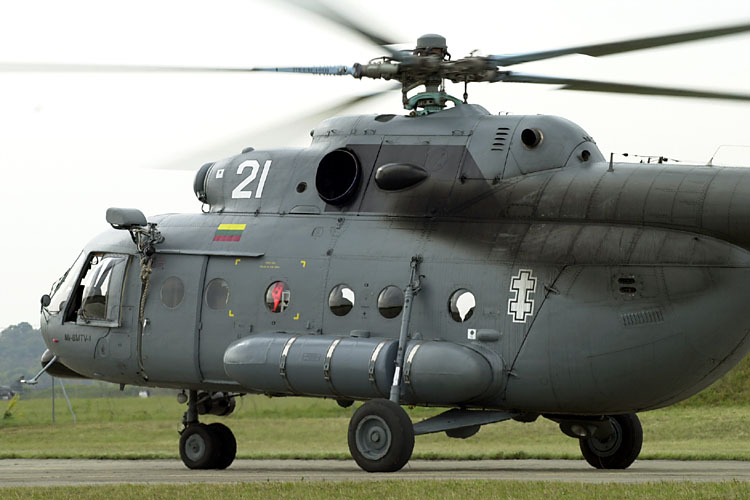
Litván Mi-8-as

Felfegyverzett repülőeszköze egyáltalán nincs. Litvánia légterét a NATO Baltic Air Policing missziója keretében – Észtország és Lettország légteréhez hasonlóan – szövetséges repülőgépek védik.

### Repülő eszközök

#### Repülőgépek
- 3 db C–27J Spartan közepes szállító repülőgép
- 2 db L–410UVP Turbolet könnyű szállító repülőgép
- 3 db An–2 szállító repülőgép. Az 1990-es években több mint 20 darab állt szolgálatba. Ez volt az újjáalakult Litván Légierő első rendszeresített típusa.
- 1 db L–39 Albatros (L–39ZA változat). Litvánia 4 db L–39ZA-val rendelkezett. Ezek közül egy 2011-ben Šiauliai közelében lezuhant.[3].ét gép üzemen kívül helyezve.
- 6 db Jak–52 kiképző és gyakorló repülőgép

#### Helikopterek
- 2 db Mi–2 helikopter
- 9 db Mi–8MTV helikopter
- 3 db Eurocopter EC 145 helikopter
- 2 db Eurocopter EC120 Colibri könnyű helikopter

### Légvédelmi fegyverzet
- 18 db 40 mm-es űrméretű Bofors L/70 légvédelmi gépágyú

## Korábbi repülő eszközök
- An–26 szállító repülőgép – Három darab állt szolgálatban. A C–27J Spartan gépek beszerzésekor mindegyiket kivonták.
- PZL–104 Wilga futárrepülőgép – 4 darabot üzemeltetett a légierő.
- An–24 szállító repülőgép – Egy darab állt szolgálatban. A gép a kaunasi Litván Repülési Múzeumban van kiállítva.

## Lásd még
- Litván Fegyveres Erők
- Európai országok légierői